# エーハイム

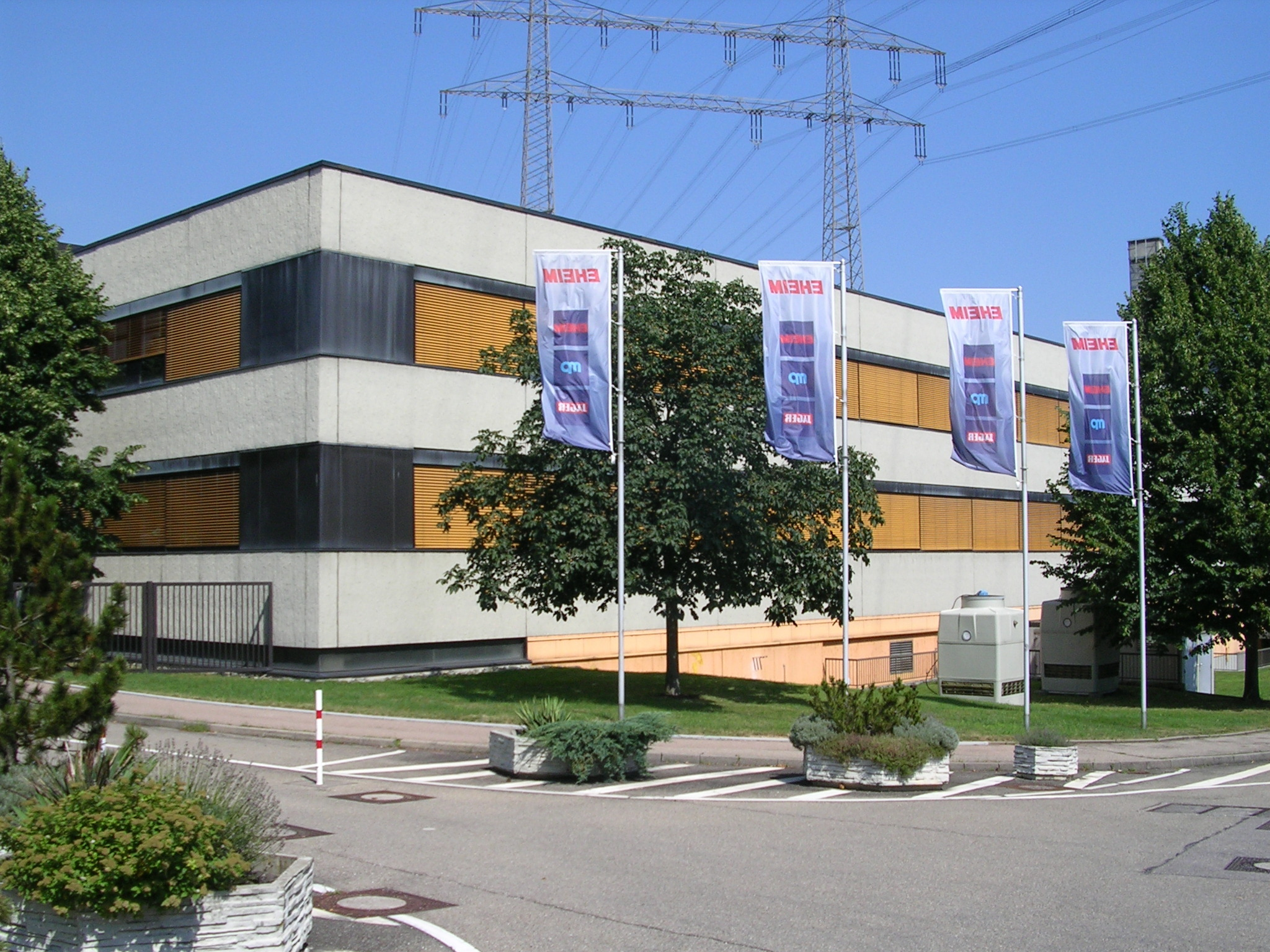
エーハイム本社

エーハイム (EHEIM) はドイツの観賞魚用器具メーカー・ブランドである。

## 概要
主に観賞魚の水槽システムにおけるフィルターの製造、販売を行う。外部式フィルターでは大きなシェアを持ち、各種水槽サイズに対応した多くのラインナップを持つ。商品カラーはグリーンとグレーを基調とした物が多い。
主な生産拠点は自社工場をもつドイツ、および中国である。メーカー内製化率が高く、同時にドイツでの生産にも他社よりこだわってきたが、中国工場の竣工後は、一部の製品パッケージの底面にあるごく小さくステッカーに「Made in PRC」と記載されるようになった。「Made in Germany」と特に記載されていない製品は中国製である。

## 歴史
1949年、それまで玩具メーカーで技術者をしていたギュンター・エーハイム (Gunther Eheim) によって模型メーカーとして創業した。1950年代にはエーハイムが開発したトロリーバスの模型が主力商品であった。
1962年に永久磁石を利用した特殊なポンプを開発、観賞魚業界での密閉式外部フィルターの商品化に成功する。模型部門は1971年にブラヴァに売却された。
1974年にはコンタクト・エアー社を設立し、航空事業に参入した。現在はルフトハンザドイツ航空、スイス インターナショナル エアラインズと業務提携し、シュトゥットガルト空港、チューリッヒ空港を拠点に主に中央ヨーロッパ各国へ定期便を持つ。
日本においては当初、ワーナー・ランバートで販売を行っていたが、ワーナー・ランバートがファイザーに吸収合併されたのを機会に2002年にエーハイムジャパン株式会社を設立し商品展開とサポート体制の強化がされた。
2016年より神畑養魚が日本総代理店となり販売を開始している。

## 製品
主に観賞魚用の器具や周辺パーツを生産している。
- 外部式フィルター (クラシックシリーズ、プロフェッショナルシリーズなど多数展開。)
- サブフィルター (クラシックシリーズの製品からポンプを省略したシリーズである。既に稼動している濾過システムに濾過槽を増設したり、同社製単品ポンプや他社製ポンプを接続して好みの流量の外部式フィルターとすることができる。)
- 水中フィルター
- ポンプ
- ガラス水槽
- 照明器具
- 飼料 (魚、水棲カメ用)
- その他、水質調整剤、自動給餌機など